# Букиднон (провинция)
Букиднон (себ. Probinsiya sa Bukidnon, таг. Lalawigan ng Bukidnon) — провинция на Филиппинах на острове Минданао. Административно входит в регион Северного Минданао. Административный центр — город Малайбалай. Соседние провинции — Восточный Мисамис, Южный Агусан, Северный Давао, Котабато, Южный Ланао, Северный Ланао. Провинция сухопутная, аэропорт в Малайбалае — внутренний, добраться сюда можно из соседней провинции Восточный Мисамис. Площадь — 8 293,8 км². Население  — 1 601 902 человек (2024). Плотность населения — 156,65 чел./км² (2010).

## Географическая характеристика
Провинция расположена между 7°25' и 8°38' С. Ш., и 124°03' и 125°1 В. Д. Главный город Букиднона, Малайбалай, расположен в 850 км от Манилы, и в 90 км от порта Кагаян-де-Оро, столицы соседнего Мисамиса. Этот порт является выходом к морю и для провинции Букиднон.
Территория провинции, в основном, гористая, представляет собой плато. Высшие точки — горы Китанглад (2995 м), Каатоан (2896 м), Калатонган (2824 м) и Тангкулан (1678 м). Низменности (долины) рек занимают незначительное пространство. Здесь берёт начало крупнейшая река острова Минданао — Пуланги (она же — Минданао). Две другие, более мелкие реки — Кагаян, Таголоан и Маридагао. Кагаян ещё иначе называют Кагаян-де-Оро, чтобы не путать с крупнейшей рекой острова Лусон. Она впадает в залив Макахалар возле одноимённого города.
В провинции проявляется вулканическая деятельность.

## Климат
Климат северной и южной части Букиднона различен. На севере относительно сухо бывает с ноября по май, на юге сухой сезон не проявляется. Весь год относительно прохладно (в горах) и влажно. Среднее количество осадков — до 2800 мм в год. Самое сухое место — Баугнон, самое влажное — равнина Калабугао.
Температура воздуха в районах ниже 500 м над уровнем океана — от 20 до 34 °C, выше 500 м — 18-28 °C. Влажность также зависит от высоты, и на высоте более 500 м она составляет 80 %, тогда как ниже 500 м — 65 %.
На отдельных участках выше 2000 м над уровнем океана выпадает до 4000 мм осадков в год.

## История
Первоначально Букиднон был частью Мисамиса. Затем, в 1907 году Мисамис был разделён, из него выделилась провинция Южный Агусан и Букиднон, как подпровинция. В 1917 году и Букиднон был объявлен самостоятельной провинцией. С 1942 по 1945 годы Букиднон, как и другие районы страны, были оккупированы японскими войсками.
Согласно устным преданиям, до прихода испанских колонизаторов эта территория была заселена несколькими народами. Это маранао, магинданао, талаандиг, манобо, букиднон. От имени последнего провинция и получила своё название. Население провинции было позже пополнено также выходцами из других провинций, С Висайских островов, Бохоль, Себу, Батанга. Поэтому культура складывалась из разных национальных элементов.

## Население
Общая численность населения провинции — 1 190 284 человек по данным 2007 года. Мужское население (546 234 человека, или 52 %) превышает женское (514 181 человек, или 48 %). По переписи 2010 года численность населения составляет 1 299 192 человек.
В возрастной структуре населения преобладает молодое поколение. Так, возрастная группа до 15 лет составляет более 44 %, или 446 952 человека, жителей от 15 до 34 лет — более 33 %, или 357 112 человек. 6,5 % составляют люди старше 55 лет. По плотности населения держат первенство лишь некоторые муниципалитеты: Дон-Карлос (353 чел./км²), Китаотао (250), Валенсия-сити (244), Марамаг (213) и Кесон (202). Есть и такие малые показатели, как в муниципалитете Импасуг-онг, 29 чел./км². Средняя плотность населения — 128 чел./км².
По численности населения среди городов/муниципалитетов первое место держит Валенсия (147 924 человека), в столице, Малайбалае, живёт 123 672 жителя. Третье место занимает Кесон (82 567 человек).
Самая большая этническая группа — себуано (58 %), но языке себуано говорят большее число жителей — 77 %. Остальные языки распространены меньше, хотя этнический состав разнообразен, и коренными жителями себуано не являются. Языки местного населения — себуано, хилигайнон, бинукид (язык народности букиднон).
В большинстве школ широко используется английский язык.

## Административное деление

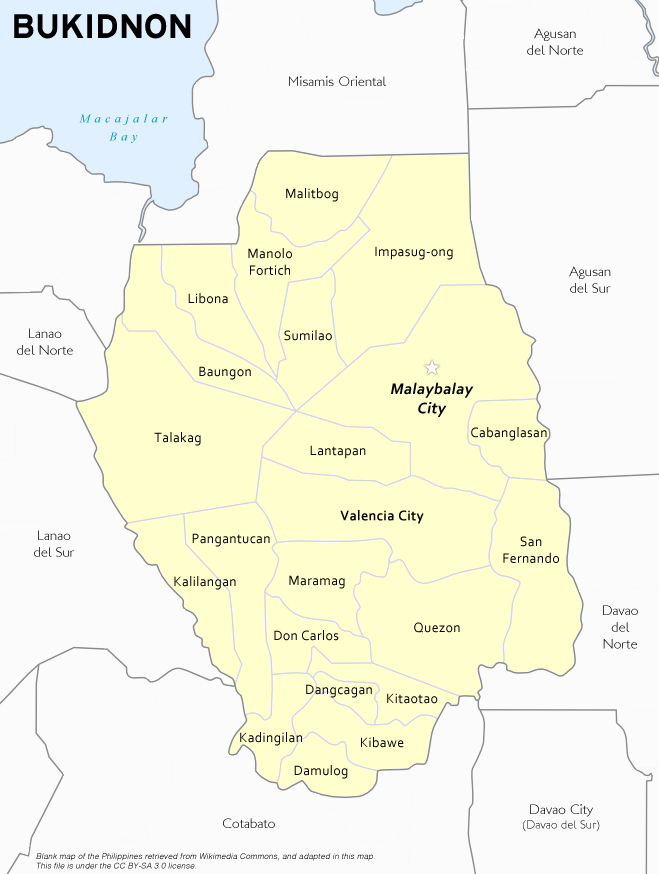
Административная карта провинции Букиднон.

В административном отношении делится на 20 муниципалитет и 2 города:
| №  | Город/Муниципалитет (русс.) | Город/Муниципалитет (ориг.) | Площадь, км² | Население, чел. (2010) |
| -- | --------------------------- | --------------------------- | ------------ | ---------------------- |
| 1  | Баунгон                     | (Baungon)                   | 175,86       | 32 868                 |
| 2  | Кабангласан                 | (Cabanglasan)               | 209,00       | 32 427                 |
| 3  | Дамулог                     | (Damulog)                   | 245,66       | 25 538                 |
| 4  | Дангкаган                   | (Dangcagan)                 | 115,15       | 22 448                 |
| 5  | Дон Карлос                  | (Don Carlos)                | 157,02       | 64 334                 |
| 6  | Импасуг-Онг                 | (Impasug-ong)               | 1 071,67     | 43 587                 |
| 7  | Кадингилан                  | (Kadingilan)                | 172,06       | 31 756                 |
| 8  | Калиланган                  | (Kalilangan)                | 153,59       | 39 847                 |
| 9  | Кибаве                      | (Kibawe)                    | 214,35       | 35 767                 |
| 10 | Китаотао                    | (Kitaotao)                  | 150,74       | 49 488                 |
| 11 | Лантапан                    | (Lantapan)                  | 240,76       | 55 934                 |
| 12 | Либона                      | (Libona)                    | 244,95       | 39 393                 |
| 13 | Малайбалай                  | (Malaybalay City)           | 984,38       | 153 085                |
| 14 | Малитбог                    | (Malitbog)                  | 260,53       | 22 880                 |
| 15 | Маноло Фортич               | (Manolo Fortich)            | 506,64       | 91 026                 |
| 16 | Марамаг                     | (Maramag)                   | 351,72       | 90 901                 |
| 17 | Пангантукан                 | (Pangantucan)               | 343,34       | 48 775                 |
| 18 | Кесон                       | (Quezon)                    | 409,41       | 94 584                 |
| 19 | Сан-Фернандо                | (San Fernando)              | 638,63       | 50 207                 |
| 20 | Сумилао                     | (Sumilao)                   | 207,49       | 25 668                 |
| 21 | Талакаг                     | (Talakag)                   | 833,70       | 67 123                 |
| 22 | Валенсия-сити               | (Valencia City)             | 607,13       | 181 556                |

## Экономика
Букиднон — «продовольственная корзина» острова Минданао. Это главный производитель риса и зерновых в регионе. Помимо этого здесь разбты крупные плантации ананасов, бананов, сахарного тростника.
Букиднон — провинция аграрная. Здесь производятся рис, маис, сахар, кофе, ананасы, томаты, картофель, зерновые, цветы, овощи и фрукты. Провинция занимает одно из первых мест в стране и по животноводству. Разводят птицу, свиней и прочий домашний скот. Разведение ротанга, бамбука и разных пород деревьев даёт материал для изготовления различной домашней утвари, посуды, сувениров.
Разнообразная продукция потребляется не только в провинции, но и идёт на экспорт. Одним из наиболее активных партнёров провинции является Япония.

## Национальная культура
Культурные традиции народов Букиднона вызывают гордость и уважение. Здесь развиты многие устные народные литературные жанры, такие, как антока (загадки), басахан (пословицы и поговорки), калига (церемониальные песни), лимбай (лирические песни), сала (любовные песни), идангданг (баллады), улагинг (эпос), нанангон (народные сказки). Религия букиднонцев монотеистична. Их высший бог, Нагбабайя (в переводе «Управитель всего мира»), руководит деятельностью низших божеств. Например, Булалакау поддерживает работу озёр и рек, а Тумпас Нанапияу, или Итумбанголь, — отвечает за чередование дня и ночи.
В настоящее время жители провинции Букиднон имеют разные уровни развития и адаптации к условиям современной цивилизации. Наиболее отсталые из них поддерживают самый древний традиционный уклад жизни. Это те, кто живёт глубоко в лесах, как на низменностях, так и в горах, вдоль водоразделов главных рек, во внутренних районах. Другие начинают водить детей в школы, поселяются в городах и адаптируются в условиях городской жизни. Наиболее передовыми оказываются те, кто недавно переселился из других, более развитых в экономическом отношении провинций страны.